# 주무옌
주무옌(중국어: 朱木炎, 병음: Zhū Mùyán, 한자음: 주목염, 1982년 3월 14일~)은 중화민국의 태권도 선수이며, 하카계 출신이다. 2004년 하계 올림픽에서 남자 플라이급 금메달을 획득했다. 이는 같은 날 여자 태권도 플라이급에 출전하여 금메달을 딴 천스신에 이어, 중화민국이 올림픽에서 딴 두 번째 금메달이다. 또한 2008년 하계 올림픽에서 남자 플라이급 동메달을 획득했고 세계 선수권 대회에서 금메달 1개, 은메달 1개, 아시안 게임에서 은메달 1개, 동메달 1개, 아시아 선수권 대회에서 금메달 1개, 동메달 1개를 획득했다.

## 수훈
- 오등 경성훈장 (2004년)